# Jhonny Alejandro Rivera
Jhonny Alejandro Rivera Montoya (Medellín, Colombia; 28 de agosto de 1984) es un exfutbolista colombiano. Jugaba de mediocampista y se retiró en Tigres de Colombia.

## Clubes
| Club              | País     | Año         |
| ----------------- | -------- | ----------- |
| Pumas de Casanare | Colombia | 2005        |
| Atlético          | Colombia | 2006 - 2008 |
| Águilas Doradas   | Colombia | 2009        |
| Leones            | Colombia | 2009 - 2012 |
| América de Cali   | Colombia | 2012        |
| Uniautónoma       | Colombia | 2013 - 2014 |
| Tigres            | Colombia | 2015 - 2017 |

## Palmarés

### Torneos nacionales
| Título    | Club        | País     | Año  |
| --------- | ----------- | -------- | ---- |
| Primera B | Uniautónoma | Colombia | 2013 |